# مانويل راموس (ممثل)
مانويل أنطونيو راموس (بالإسبانية: Manuel Antonio Ramos)‏، المولود في 10 ديسمبر 1996 في رافاييلا، سانتا في، هو ممثل تلفزيوني وسينمائي أرجنتيني، معروف بأدواره في إنتاجات مثل مدلل (2010-2011)، أملي (2015)، الحب بعد الحب (2017) ، انطلق! عِش على طريقتك (2019) و متشابك (2021).

## روابط خارجية
- مانويل راموس في قاعدة بيانات الأفلام على الإنترنت
- مانويل راموس على إنستغرام